# HBRAV-IP
High Bit Rate Audio Visual IP (HBRAV-IP) è uno standard in corso di sviluppo del Video Services Forum per la  trasmissione di flussi video decompresso ad alta definizione. Questo standard permette di ottenere un livello qualitativo maggiore rispetto a quello attualmente in uso con l'HD, che per essere trasmesso viene compresso e poi decompresso.